# Elektronische Berichterstattung

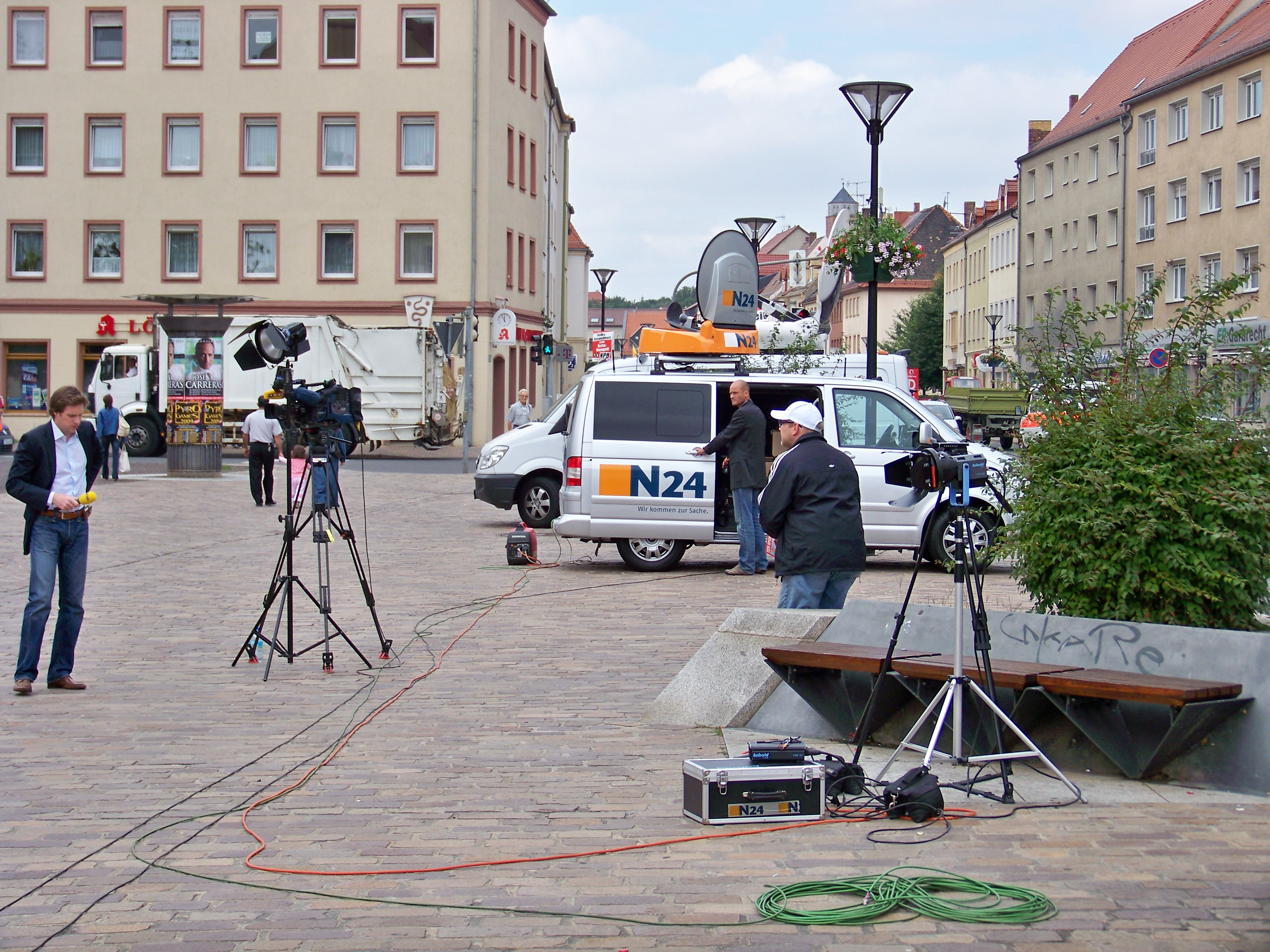
EB von N24 und RTL in Eilenburg

Als elektronische Berichterstattung (abgekürzt EB; oft auch englisch electronic news-gathering, ENG oder electronic field production, EFP) wird die Aufnahme aktueller Ereignisse in Bild und Ton mit einer elektronischen Kamera bezeichnet. Aufgezeichnet wird dabei auf unterschiedliche Videoformate. Das gebräuchlichste Format bei der professionellen Produktion war Digital Betacam, größtenteils wird jedoch in HD-Formaten aufgezeichnet. Die kleinste Einheit für die elektronische Berichterstattung ist ein einzelner Reporter mit Camcorder (sog. Videojournalist), für größere Aufgaben kommt ein EB-Team zum Einsatz, i. d. R. mit Lichtkoffer/Lichtkit, bestehend aus kleinen, transportablen Einheiten (z. B. IANIRO, LOCATIONSTAR, ARRI).

## Geschichte
Der Begriff entstand in den frühen 1980er Jahren mit der Umstellung von Film auf Videotechnik in der aktuellen Berichterstattung. Bei diesem elektronischen Verfahren musste das aufgenommene Material nicht mehr entwickelt und kopiert werden, wie bei den bisherigen Filmaufnahmen erforderlich, sondern die Videobänder (MAZ) konnten umgehend gesichtet, geschnitten, bearbeitet und zeitnah zum Ereignis gesendet werden. Heute hat der Begriff seine unterscheidende Bedeutung verloren, ist aber weiterhin gebräuchlich.

## Satellitenberichterstattung

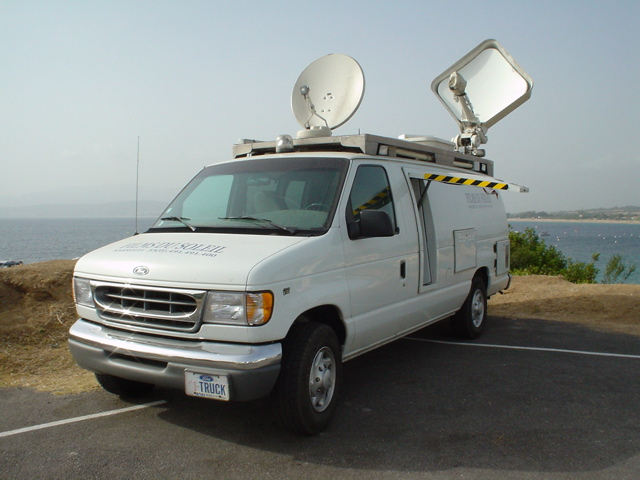
Kleintransporter mit SNG-Ausbau

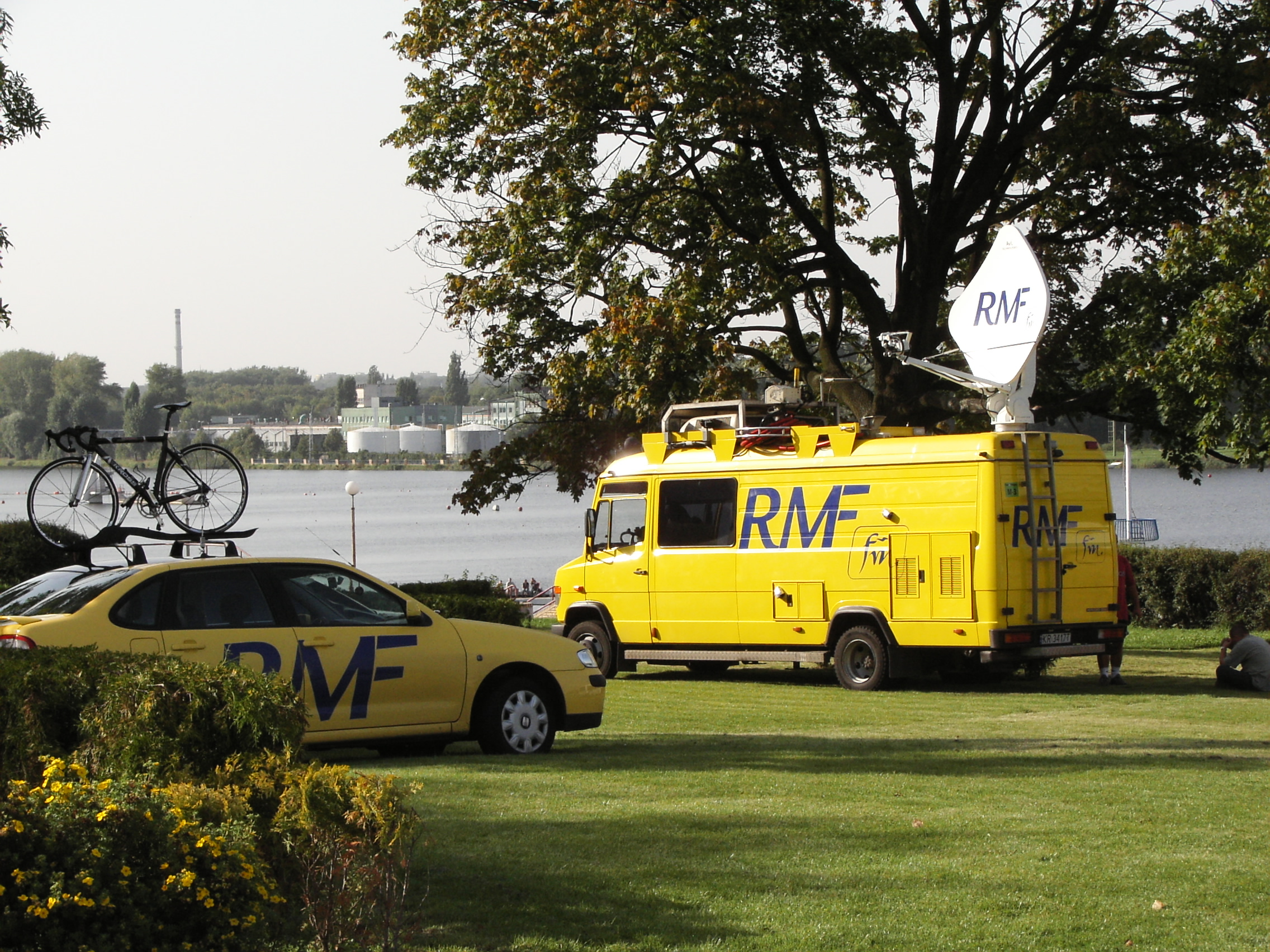
Radio RMF FM in Poznań Polen

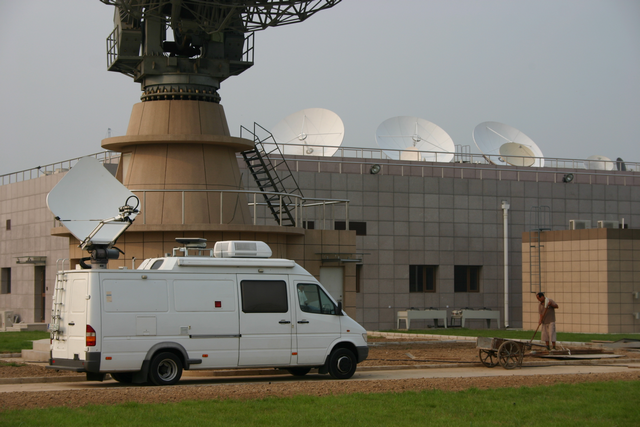
MB-Sprinter SNG-Ausbau 2 Kameras, Schnittplatz

SNG-Innenansicht Video, Audiotechnik

Von Satellitenberichterstattung (engl. Satellite News Gathering, SNG) spricht man, wenn die Berichte an Ort und Stelle über einen Satelliten zum Funkhaus übertragen werden.
Ebenso als SNG werden die Fahrzeuge bezeichnet, welche die nötige Produktions- und Sendetechnik enthalten. Meist werden schnelle Kleintransporter verwendet, die neben der Sendeanlage noch einen Schnittplatz und/oder eine Kamera mitführen. Damit können kleinere Produktionen eigenständig ohne angeschlossenen Übertragungswagen umgesetzt werden.
Heute sind in Europa fast ausschließlich D-SNGs im Einsatz, die Video- und Audiodaten digital im MPEG-4-Standard übertragen. Bei Nachrichtenzuspielungen sind Datenraten von etwa 6 bis 10 MBit/s üblich, bei qualitativ hochwertigen Produktionen wie Sport- oder Musikübertragungen werden auch höhere Datenraten von 16 bis 24 MBit/s verwendet. Moduliert wird der MPEG-Datenstrom entsprechend dem DVB-S-Standard mit 8PSK oder 16APSK. Bei größeren Produktionen werden SNG-Fahrzeuge oft als reiner Uplink eingesetzt. Die Sendung selbst entsteht dann im Ü-Wagen und wird verlustfrei über Video- und Audiokabel direkt dem Encoder der SNG zugeführt.
Die Sendeanlage einer D-SNG besteht in der Regel aus folgenden Komponenten:
MPEG-Encoder → Modulator → Upconverter → High Power Amplifier → Satellitenschüssel